# Chakkraphat
Maha Chakkraphat (Thai: สมเด็จพระมหาจักรพรรดิ, gesprochen [sŏmdèt pʰrá  máhăː t͡ɕàkrápʰàt]; * 1506; † Januar 1569) war König des siamesischen Königreiches von Ayutthaya von Juli 1548 bis Januar 1569 (C.S. 910–930). Die Chronisten nannten ihn den König der weißen Elefanten.
König Maha Chakkraphat ist heute auch deswegen bekannt, weil seine Königin Somdet Phra Si Suriyothai zusammen mit ihrer Tochter in einer Schlacht gegen die Burmesen während des Siamesisch-Birmanischen Krieges (1548–1549) ihr Leben verlor, als sie ihren königlichen Gemahl verteidigen wollte.

## Machtkämpfe bei der Thronbesteigung
Als König Chairacha (สมเด็จพระไชยราชาธิราช, regierte 1534–1547) starb, hinterließ er zwei Söhne, die ihm seine königliche Konkubine Si Sudachan (ท้าวศรีสุดาจันทร์) geboren hatte, und einen jüngeren Halbbruder, Prinz Thianracha (พระเทียรราชา). Der ältere der beiden Söhne hieß Prinz Yot Fa und war elf Jahre, der jüngere Prinz Sri Sin war fünf Jahre alt. Prinz Thianracha, als Uparat („Vizekönig“) der eigentliche Thronerbe, fürchtete um sein Leben und suchte nach der Kremation des Königs Zuflucht als buddhistischer Mönch im Wat Ratchapraditsathan (วัดราชประดิษฐาน), Prinz Yot Fa (reg. 1546–1548), wurde zum König ernannt mit seiner Mutter Sri Sudachan als Regentin.
Die Regentin hatte bereits seit längerer Zeit ein Verhältnis mit dem Haushofmeister des Äußeren Palastes, Phanbut Sri Thep (พันบุตรศรีเทพ). Sie verlieh ihm zunächst den Titel Khun Chinnarat (ขุนชินราช), und wollte ihn zum König machen. Alle Adeligen, die dies missbilligten, ließ sie ermorden. Schließlich ließ sie im Juni 1548 auch König Yot Fat vergiften, um ihren Geliebten, der jetzt den Titel Khun Worawongsa (ขุนวรวงศาธิราช) innehatte, auf den Königsthron zu setzen. Er behielt das Amt des Königs von Siam allerdings nur sechs Wochen lang (einige Chronisten schreiben ihm eine Regierungs-Dauer von fünf Monaten zu). Eine Verschwörung von vier Adeligen, Khun Phirenthorathep (ขุนพิเรนทรเทพ), Khun Inthorathep (ขุนอินทรเทพ), Muen Ratchasena (หมื่นราชเสน่หา) und Luang Si Yot (หลวงศรียศ), ließ den Thronräuber bei einer Bootsfahrt ermorden und holten Phra Thianracha aus dem Kloster.
Als dieser im Juli 1548 im Palast von Ayutthaya eintraf, wurde er auf Anraten der Hofastrologen an einem Glück verheißenden Tag vor der Versammlung höchster buddhistischen Würdenträger, Hof-Brahmanen, Minister, Poeten, Ratgeber und Astrologen zum König gekrönt, wobei ihm die fünf königlichen Insignien überreicht wurden. Die Hofbrahmanen rezitierten Mantras, während sie ihn mit den Wassern der Hauptflüsse Thailands wuschen. Der König nahm daraufhin den Titel „Maha Chakkraphat“ an. Der Name bedeutet etwa: Großer Herrscher, dessen Streitwagen ohne Hindernisse überall hinrollen kann, angelehnt an das altindische Ideal des Chakravartin, des universellen, gerechten Weltenherrschers buddhistischer Prägung, der das Rad des Gesetzes (Dhamma-Chakra) in Bewegung setzt.
Khun Phirenthorathep, dem er den Thron in erster Linie verdankte, gab Chakkraphat seine älteste Tochter zur Frau und machte ihn als Maha Thammaracha zu seinem Vizekönig für die Nordprovinzen. Ohne ihn, der als Gouverneur von Phitsanulok und Verbündeter von weiteren nördlichen Provinzherren großen Einfluss im Norden des Reichs hatte, hätte Chakkraphat dieses Gebiet wohl ohnehin nicht kontrollieren können.

## Kriege mit Pegu und Lawaek
Die Machtkämpfe am siamesischen Hofe waren auch König Tabinshweti von Pegu (thailändisch Hongsawadi) zu Ohren gekommen. Er sah sie als gute Gelegenheit an, Ayutthaya seinem Reich einzuverleiben und versammelte deshalb eine Armee von 30.000 Fußsoldaten, 300 Kriegselefanten und fast 3.000 Reitern, die über den Drei-Pagoden-Pass in Siam einfiel, kaum dass sieben Monate nach der Krönung von Chakkraphat vergangen waren. Schnell konnte er Kanchanaburi und Suphan Buri erobern und belagerte nun die siamesische Hauptstadt. Zur gleichen Zeit sah auch der König von Lawaek (in der Nähe des heutigen Phnom Penh) seine Chance gekommen und eroberte von Osten her Prachinburi. König Chakkraphat konnte diesen Angriffen erfolgreich widerstehen, die in den ersten Monaten des Jahres 1549 stattfanden. Die Moral der Birmanen konnte weiterhin untergraben werden, nachdem sie mehrere Schlachten verloren hatten. Eine dieser Schlachten wurde von Königin Phra Si Suriyothai mit ihrer Tochter angeführt, die aufgrund ihres Heldentodes als erste Frau Thailands große Berühmtheit erlangte. Obwohl bald verbündete Truppen von Phitsanulok eintrafen, gelang es dem König von Hongsawadi, zwei wichtige Gefangene zu machen: Maha Chakkraphats ältesten Sohn, Prinz Ramesuan, und seinen Stiefsohn, Prinz Mahin. Die Gefangenen wurden wieder freigelassen, nachdem den Birmanen der freie Abzug gewährt worden war, als Lösegeld mussten zusätzlich die beiden weißen Elefantenbullen Sri Mongkhon und Mongkhon Thawip an König Tabinshweti übergeben werden.
Als Konsequenz aus diesem Krieg ließ König Chakkraphat zunächst Anfang 1550 die alten Erdwälle rund um die Hauptstadt abtragen und durch stabile Ziegelmauern ersetzen. In den folgenden Jahren ließ er seine Seestreitkräfte ausbauen, befestigte strategisch wichtige Provinzstädte, reorganisierte die Militär-Führung und unternahm mehrere Feldzüge, um seiner Armee zusätzliche Kriegselefanten zu verschaffen.
Nach der Eroberung von Lan Na konnte der birmanische König Bayinnaung im Jahr 1564 erneut Ayutthaya angreifen und einnehmen. Er nahm Chakkraphat und seine Familie gefangen und setzte stattdessen dessen Sohn Mahin als seinen Vasallenkönig in Ayutthaya ein. Nachdem Chakkraphat die Rückkehr nach Ayutthaya gewährt wurde, eigentlich um sich dort zum Mönch weihen zu lassen, kehrte er auf den Thron zurück. Sein Schwiegersohn und mächtigster Verbündeter, Vizekönig Maha Thammaracha, hatte sich inzwischen von ihm abgewandt und stattdessen dem mächtigeren Bayinnaung angeschlossen. 1568 versuchte Chakkraphat, die nördlichen Provinzen zurückzuerobern, war aber nur teilweise erfolgreich und musste sich nach Ayutthaya zurückziehen. Am Ende des gleichen Jahres begannen die Birmanen einen erneuten Feldzug, diesmal von Norden kommend. Mit einer enormen Armee, verstärkt durch Krieger der Mon, der Shan, Lü, Lao und aus Lan Na sowie den Truppen des Maha Thammaracha von Phitsanulok, gelang es König Bayinnaung schließlich, die siamesische Hauptstadt Ayutthaya zu erobern. König Chakkraphat, alt und entmutigt, wurde schwer krank und starb noch während der Belagerung im Januar 1569. Als neuer König folgte ihm sein Sohn Mahin auf den Thron.

## Beschreibung eines Chronisten
Der holländische Kaufmann und Chronist Jeremias Van Vliet beschrieb in seinem Buch „Kurze Geschichte der Könige von Siam bis 1640“ die Regierungszeit von Chakkraphat ohne Jahreszahlen. Er legt die Länge der Regierungszeit auf 16 Jahre fest. Den König selbst beschrieb er so:

„Maha Chakkraphat war der jüngere Halbbruder von König Chairachathirat und Cousin von König Yot Fa. Als er den Thron bestieg, war er 42 Jahre alt und hieß Phra Thianracha. Er war ein barmherziger König, sehr gelehrt und eher geneigt, die Gesetze und die Religion zu verbessern als den säkularen Staat. Die Gerichtsbarkeit seiner Zeit war gerecht. Er verbesserte in seinem Königreich mehr Tempel als Stadtbefestigungen, da er von Natur aus kein Krieger war. Er war liberal und erlebte eine fruchtbare Regierungszeit. Er besaß sieben wunderschöne weiße Elefanten.“